# Арлекино (сингл, Болгария)
«Арлеки́но» — первый сольный сингл Аллы Пугачёвой и вообще первый сольный релиз певицы. Выпущен в Болгарии в 1975 году на волне успешного выступления Аллы Пугачёвой на международном конкурсе вокальных исполнителей «Золотой Орфей», получившей «Гран-при» за песню «Арлекино», сочинённую болгарским автором Э. Димитровым.

## Список композиций
Аккомпанемент во всех записях: Эстрадный оркестр Комитета радио и телевидения НРБ, дирижёр Вилли Казасян
| №                   | Название            | Текст песни         | Музыка                                     | Длительность |
| ------------------- | ------------------- | ------------------- | ------------------------------------------ | ------------ |
| 1.                  | «Арлекино» (live)   | Борис Баркас        | Эмил Димитров, Павел Слободкин (обработка) | 5:18         |
| Общая длительность: | Общая длительность: | Общая длительность: | Общая длительность:                        | 5:18         |

| №                   | Название            | Текст песни         | Музыка              | Длительность |
| ------------------- | ------------------- | ------------------- | ------------------- | ------------ |
| 1.                  | «Сънувам те» (live) | Николай Шумаков     | Алексей Мажуков     | 6:00         |
| Общая длительность: | Общая длительность: | Общая длительность: | Общая длительность: | 6:00         |

На сингле представлены концертные записи, сделанные во время конкурса «Золотой Орфей».
Павел Слободкин, руководитель ансамбля «Весёлые ребята», на пластинке указан как соавтор «Арлекино». На всех последующих изданиях Слободкин не указывался в числе авторов песни; иногда отмечалось его участие в создании песни в качестве аранжировщика.